# Beatrix I van Gandersheim

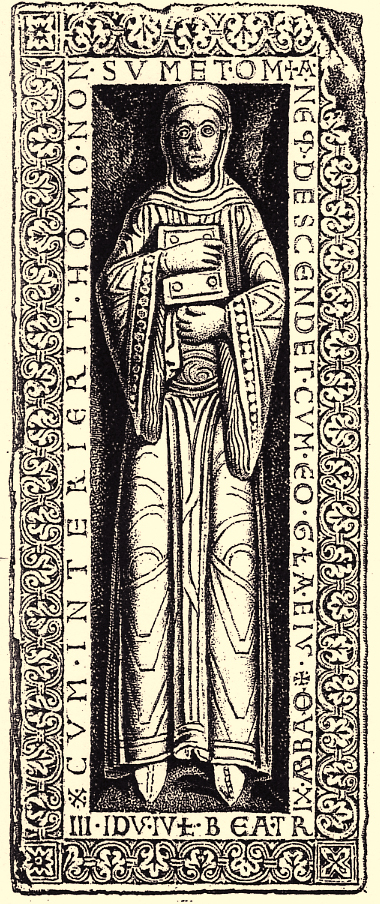
Beatrix I

Beatrix (Italië, 1037 - 13 juli 1061) was de enige dochter van keizer Hendrik III uit zijn eerste huwelijk met Gunhilde van Denemarken. Beatrix was sinds 1043 abdis van de abdij van Gandersheim en sinds 1044 ook van de abdij van Quedlinburg. Haar moeder stierf ongeveer zes maanden na haar geboorte. 
- Gemeinsame Normdatei: 137496184
- Virtual International Authority File: 303630925